# آرامگاه پادشاه گونگمین
آرامگاه پادشاه گونگمین (کره ای: 공민왕릉) که به‌طور صحیح‌تر با نام آرامگاه سلطنتی هیون‌جونگ‌نونگ شناخته می‌شود، آرامگاهی مربوط به قرن چهاردهم است که در روستای هائسون، در شهر کائسون، کره شمالی واقع شده است. این یکی از آرامگاه‌های سلطنتی سلسله گوریو است. در میان مقبره‌های سلطنتی گوریو، مقبره پادشاه گونگمین بهترین نمونه حفظ شده است و از نظر روش ساخت، نمونه کاملی از مقبره سلطنتی از اواخر گوریو محسوب می‌شود. این مقبره دارای سنگ‌تراشی‌های ظریف و متنوعی است و مقبره اصلی مقبره‌های سلطنتی چوسون محسوب می‌شود.
این مکان شامل دو تپه تدفین جداگانه است، «هیونونگ» که شامل بقایای گونگمین، سی و یکمین پادشاه سلسله گوریو، و «جونگونگ» که شامل ملکه ایندئوک، متولد شاهزاده خانم مغولی بوداشیری، است. این مقبره که نامزد ثبت در فهرست میراث جهانی شده است، یکی از بهترین مقبره‌های سلطنتی حفظ‌شده در کره شمالی است که در حالت اولیه خود باقی مانده و از مرمت گسترده در دوران حکومت کمونیستی در امان مانده است.

## پیشینه
ساخت مقبره‌ها پس از مرگ ملکه ایندئوک در سال ۱۳۶۵ آغاز شد و هفت سال بعد در سال ۱۳۷۲ به پایان رسید. مقبره‌ها شامل یک پایه گرانیتی تراشیده شده هستند که بر فراز آن یک تپه کوچک قرار دارد. آنها با مجسمه‌های گوسفند و ببر احاطه شده‌اند. ببرها نمایانگر درندگی و گوسفندان نمایانگر ملایمت هستند؛ به عبارت دیگر، اوم و یانگ. «جاده روح» تا مقبره‌ها با مجسمه‌های افسران نظامی و مقامات کنفوسیوسی پوشیده شده است. محل قرارگیری آنها برای پادشاه بسیار مهم بود و با بسیاری از رمالان، طالع‌بینان و ریاضیدانان مشورت شد تا مطمئن شوند که این مکان از فنگ‌شویی خوبی (که در کره‌ای به عنوان پونگ سو شناخته می‌شود) برخوردار است.
یک داستان محلی نقل می‌کند که چگونه کوه روبروی مقبره‌ها نام خود را از آن گرفته است؛ وقتی همسر گونگمین درگذشت، او رمال‌هایی را استخدام کرد تا مکانی ایده‌آل برای قرار دادن مقبره او پیدا کنند. او که از اینکه هیچ‌کدام از آنها او را راضی نمی‌کردند، ناراحت می‌شد، دستور داد که اگر نفر بعدی موفق شود، هر چه می‌خواهد به او داده شود. با این حال، اگر موفق نشوند، او را درجا خواهد کشت. وقتی یک رمال جوان به او گفت که مکانی را در خارج از که سونگ بررسی کند، گونگمین مخفیانه به مشاورانش گفت که اگر دستمال خود را تکان دهد، رمال را اعدام خواهند کرد.
در حالی که رمال، رعایای پادشاه را به مکانی که اکنون مقبره در آن قرار دارد، می‌برد، گونگ‌مین از کوه روبرو بالا رفت تا محل را بررسی کند. وقتی خسته به بالای کوه رسید، پیشانی‌اش را پاک کرد و منطقه را بررسی کرد. با خوشحالی، آن را بی‌نقص یافت و آماده شد تا شخصاً به مرد جوان تبریک بگوید. با این حال، پس از پایین آمدن از کوه، متوجه شد که مرد اعدام شده است. رعایا دیده بودند که او پیشانی‌اش را پاک می‌کند و فکر می‌کردند که او می‌خواسته مرد اعدام شود. پادشاه با شنیدن حماقت او، فریاد زد: «وای!»؛ رعایای او سپس این کوه را به عنوان یادبودی از این داستان نامگذاری کردند.
متأسفانه، آثار باستانی مقبره در سال ۱۹۰۵، زمانی که اتاق مقبره با دینامیت منفجر و توسط ژاپنی‌ها غارت شد، از بین رفت؛ اعتقاد بر این است که بیشتر آثار باستانی داخل آن به ژاپن برده شده است، اگرچه تابوت گونگمین در حال حاضر در موزه گوریو در کائسونگ به نمایش گذاشته شده است.

## ویژگی
مقبره‌های پادشاه گونگمین و پرنسس نوگوک به طور جداگانه ساخته شده‌اند تا با تپه دفن متناسب باشند. در مرکز طرفین دو مقبره، گذرگاهی وجود دارد که آنها را از داخل به هم متصل می‌کند.
معماری و طراحی این مقبره، اوج ریاضیات ، نجوم، جغرافیا، معماری سنگی و هنرهای تجسمی سلسله گوریو در آن زمان است . به منظور برجسته کردن باشکوه کاخ‌ها، مقبره‌ها و سایر بناها در طول سلسله گوریو، تکنیک چیدمان بخش‌های معماری در چندین سطح معرفی شد. تپه مقبره در بالاترین سطح قرار گرفت و چندین سطح در زیر آن ساخته شد، در حالی که مجسمه‌ها و امکانات به طور مناسب چیده شده بودند تا فضایی باشکوه ایجاد شود. 
ارتفاع مقبره‌های دوقلو، جئونگ‌نئونگ و هیون‌ریونگ، حدود ۶۵۰ سانتی‌متر و قطر آن حدود ۱۳۰۰ سانتی‌متر است. در پایین مقبره، یک صفحه سنگی ۱۲ ضلعی وجود دارد و انواع مختلفی از سنگ‌ها در بالا و پایین آن قرار گرفته‌اند تا صفحه سنگی را محکم کنند. 

## نگارخانه

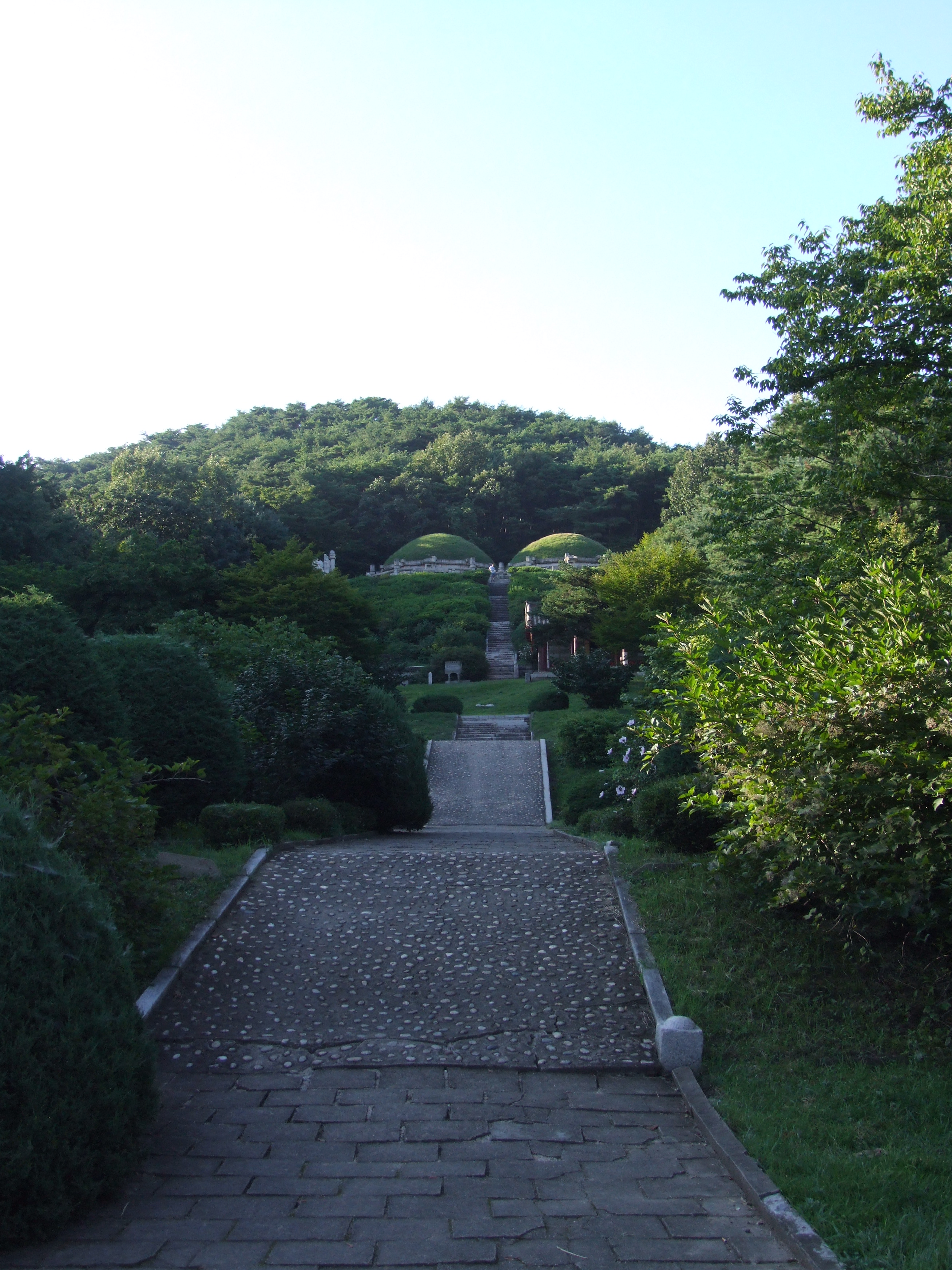
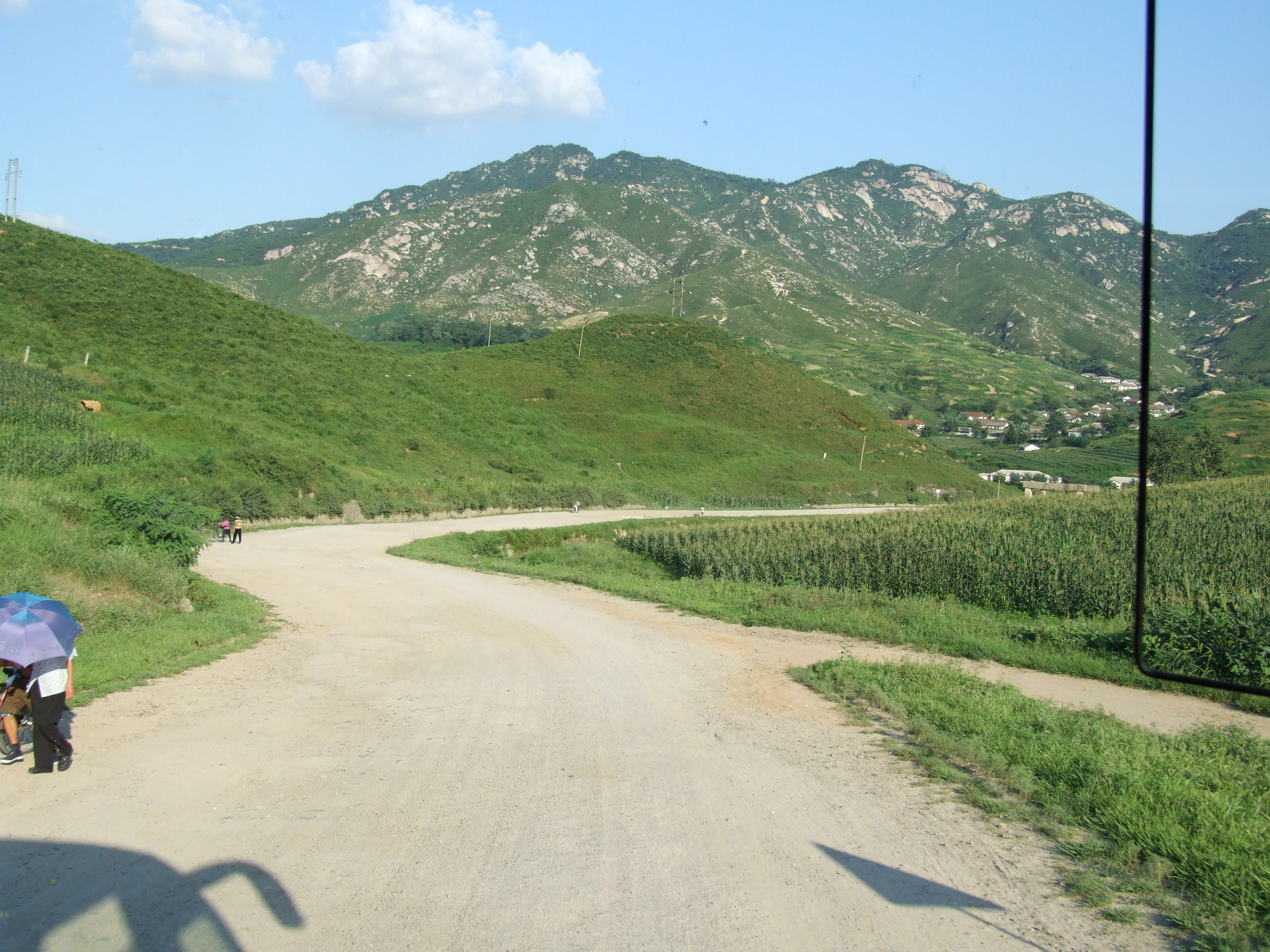
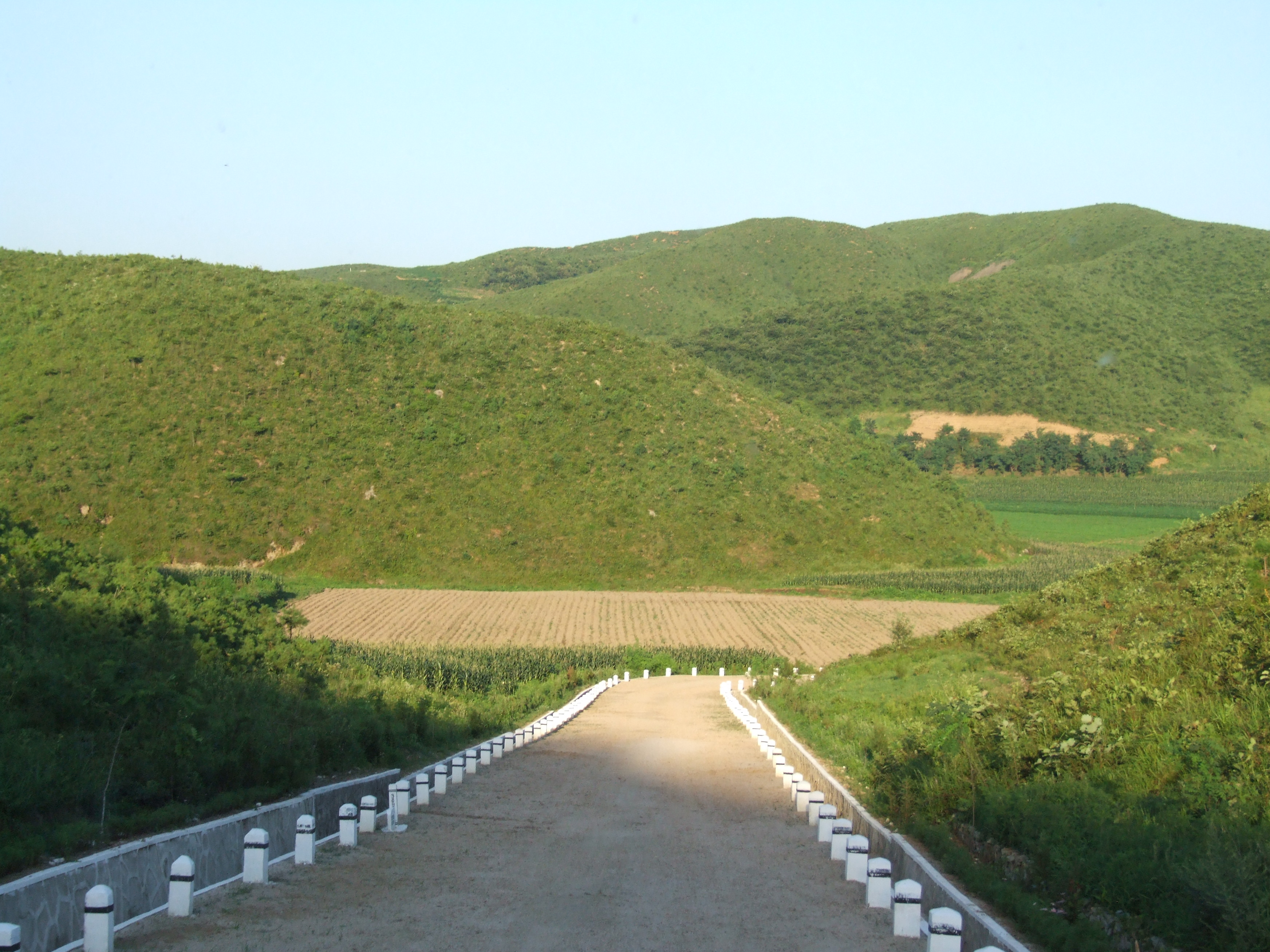
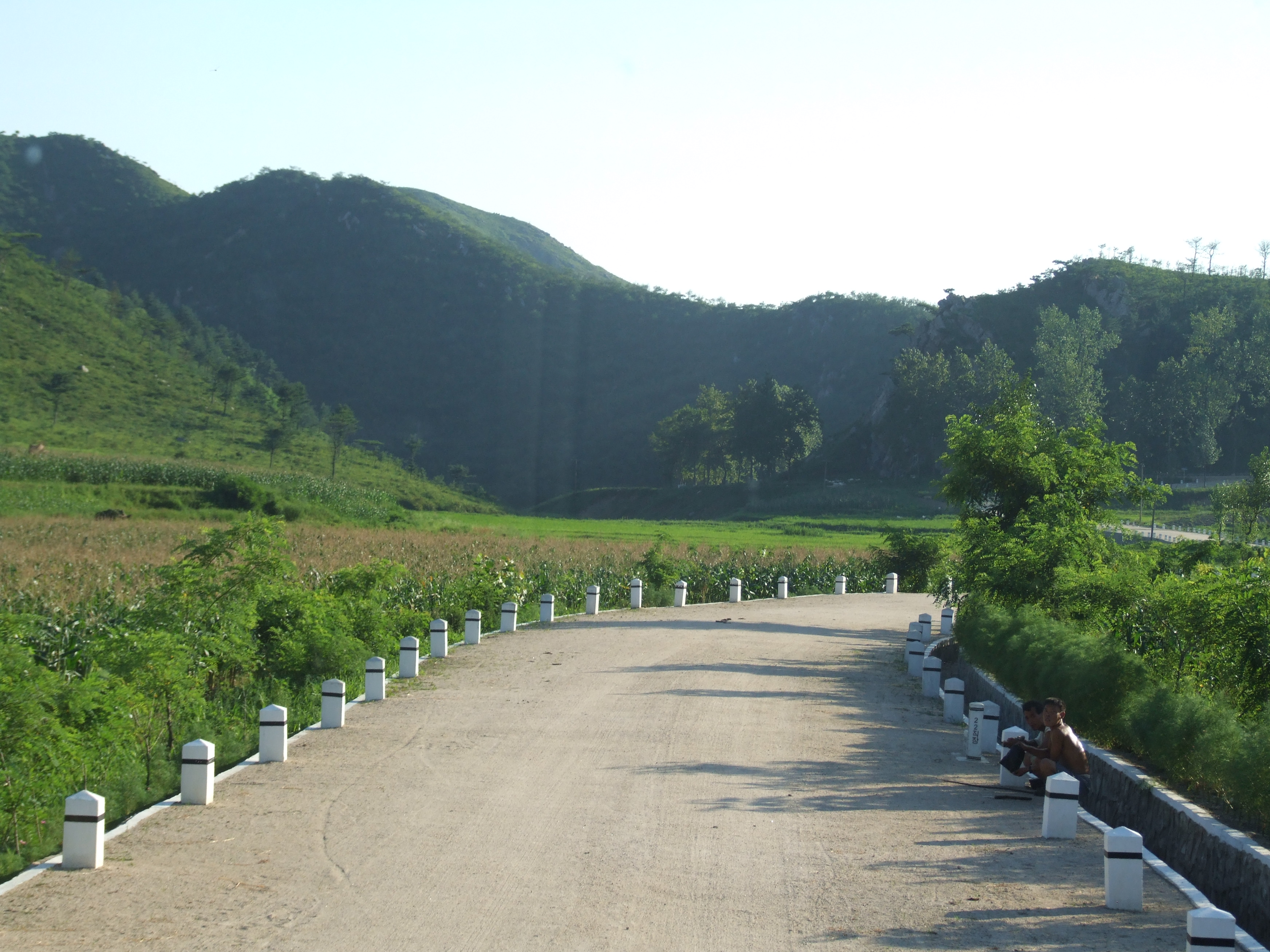
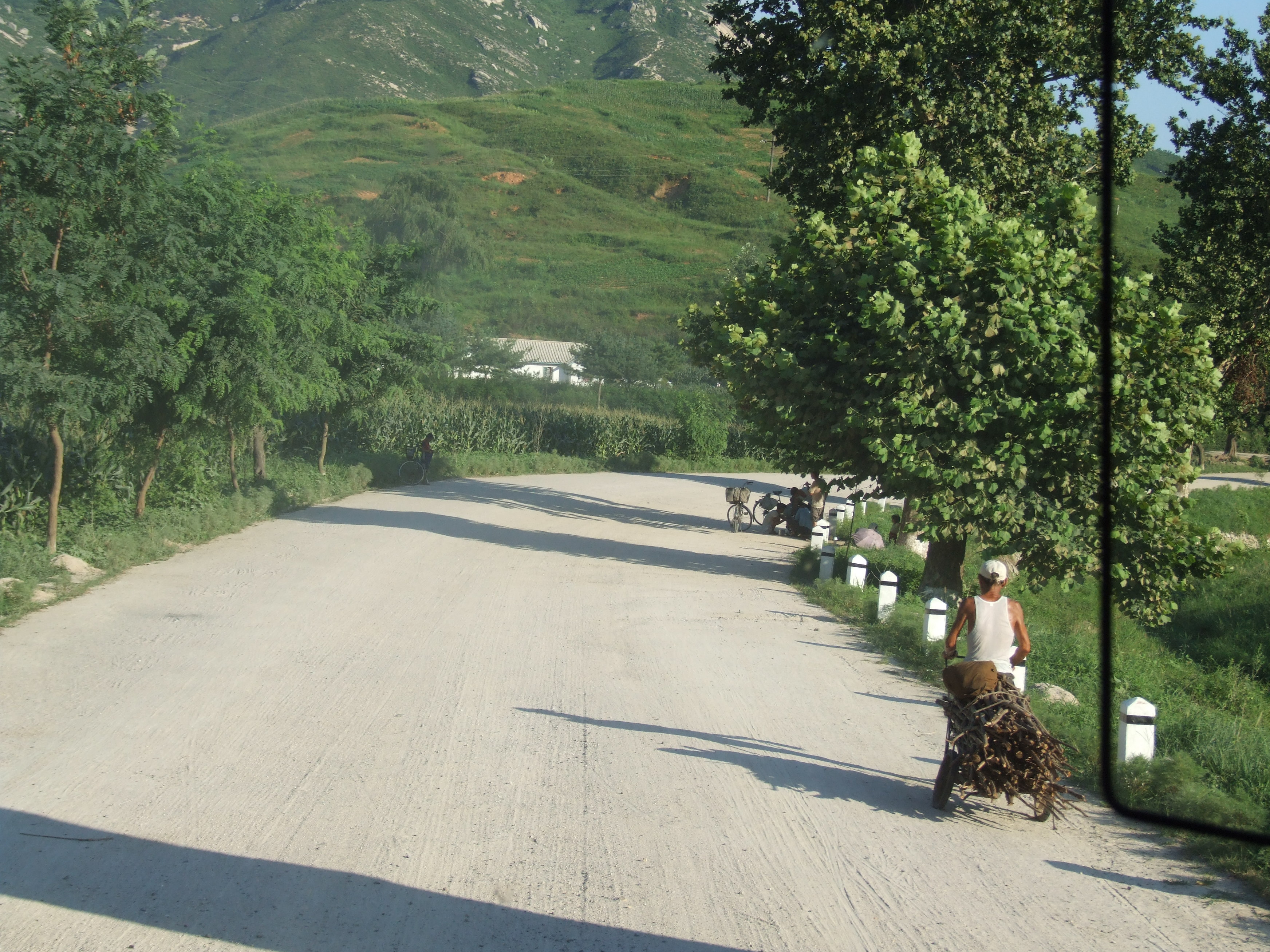
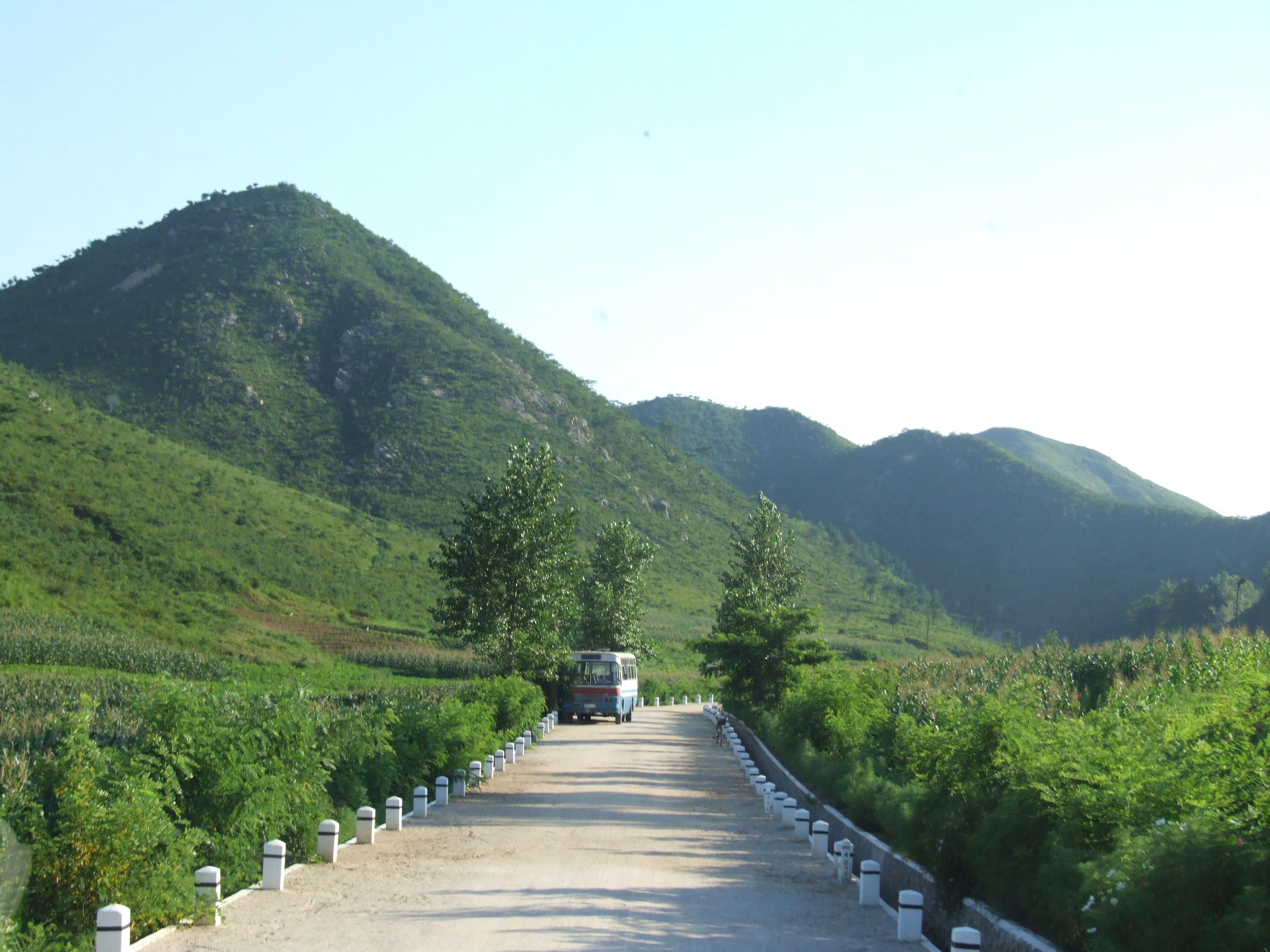
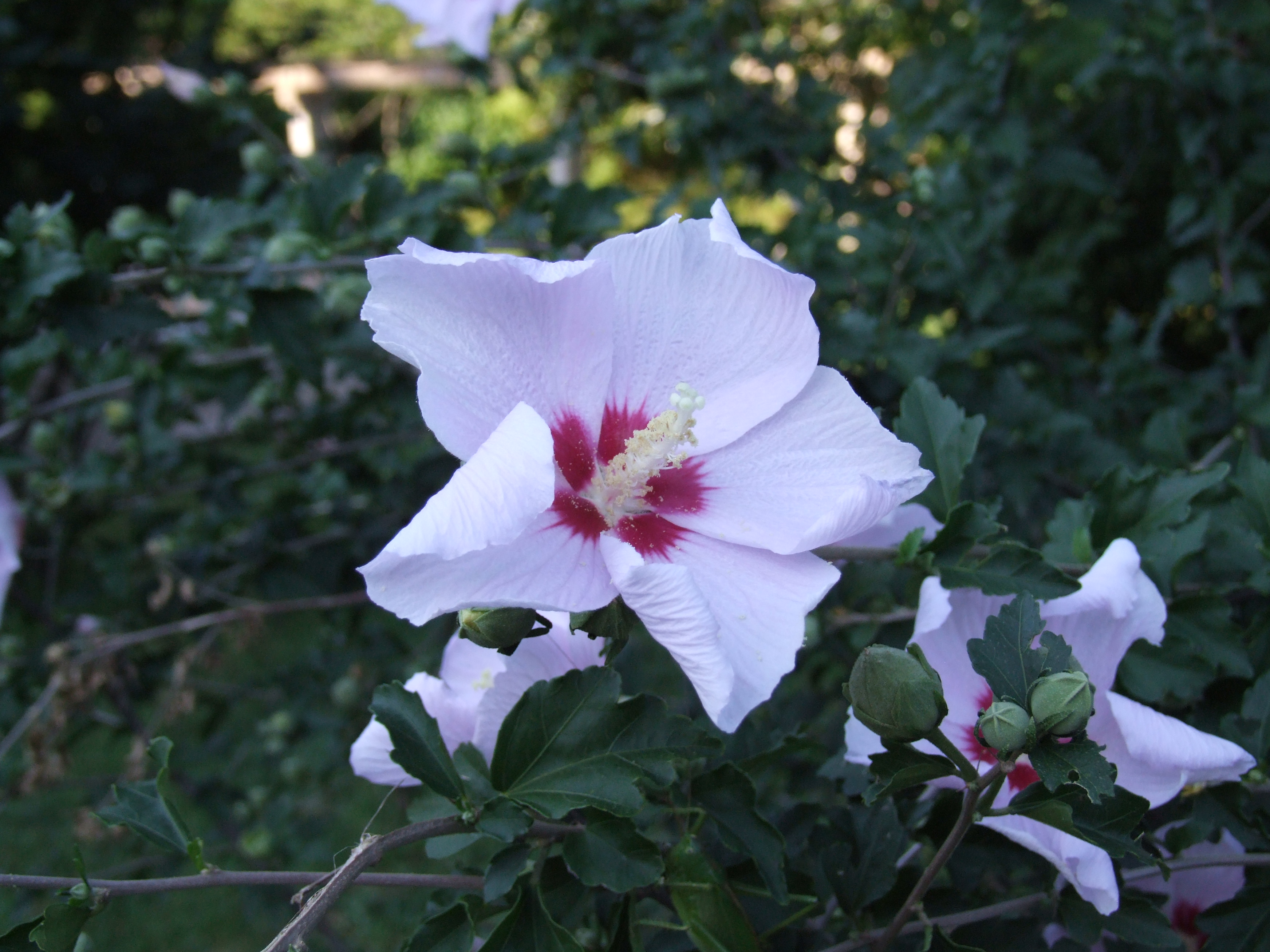
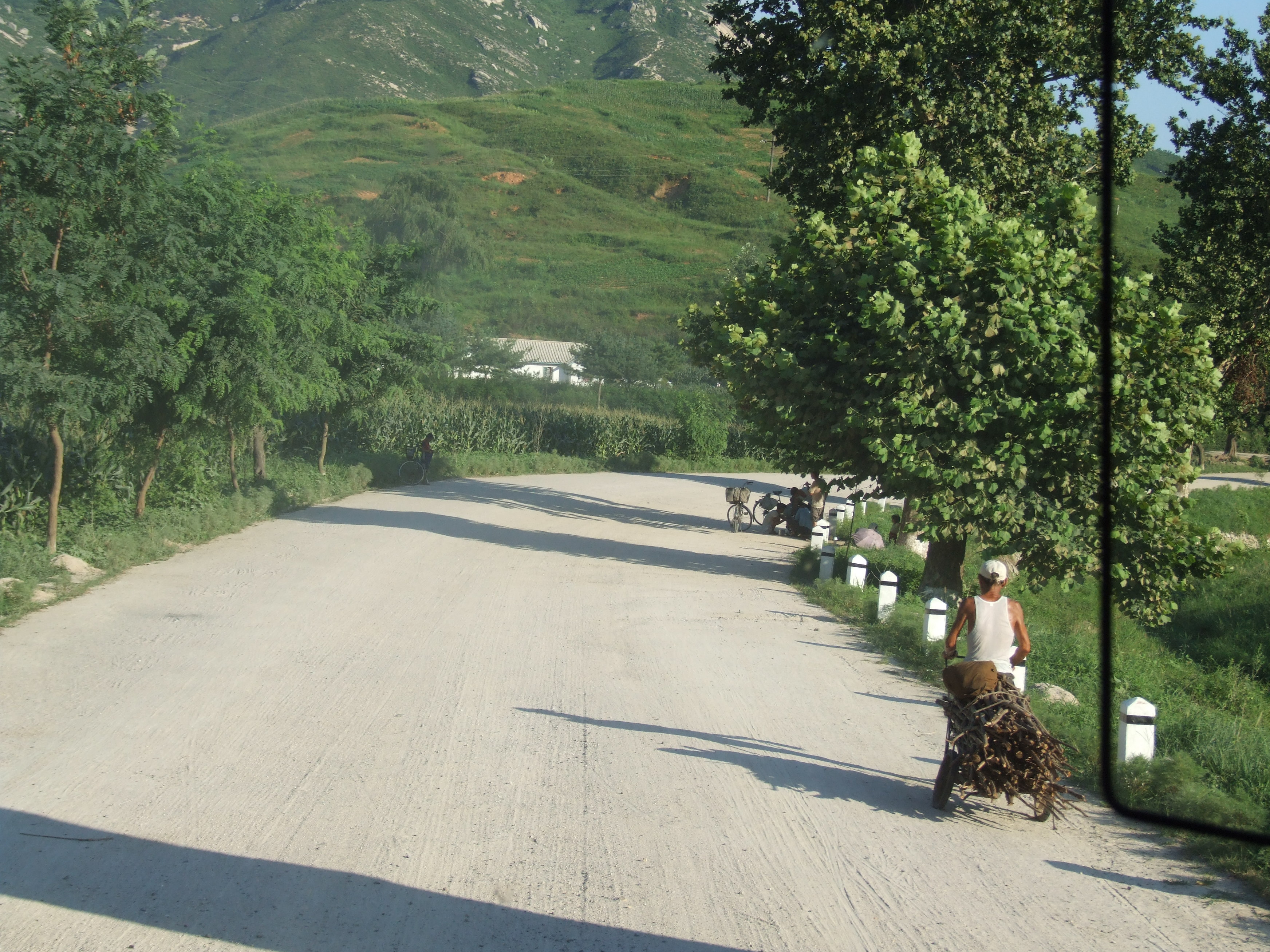
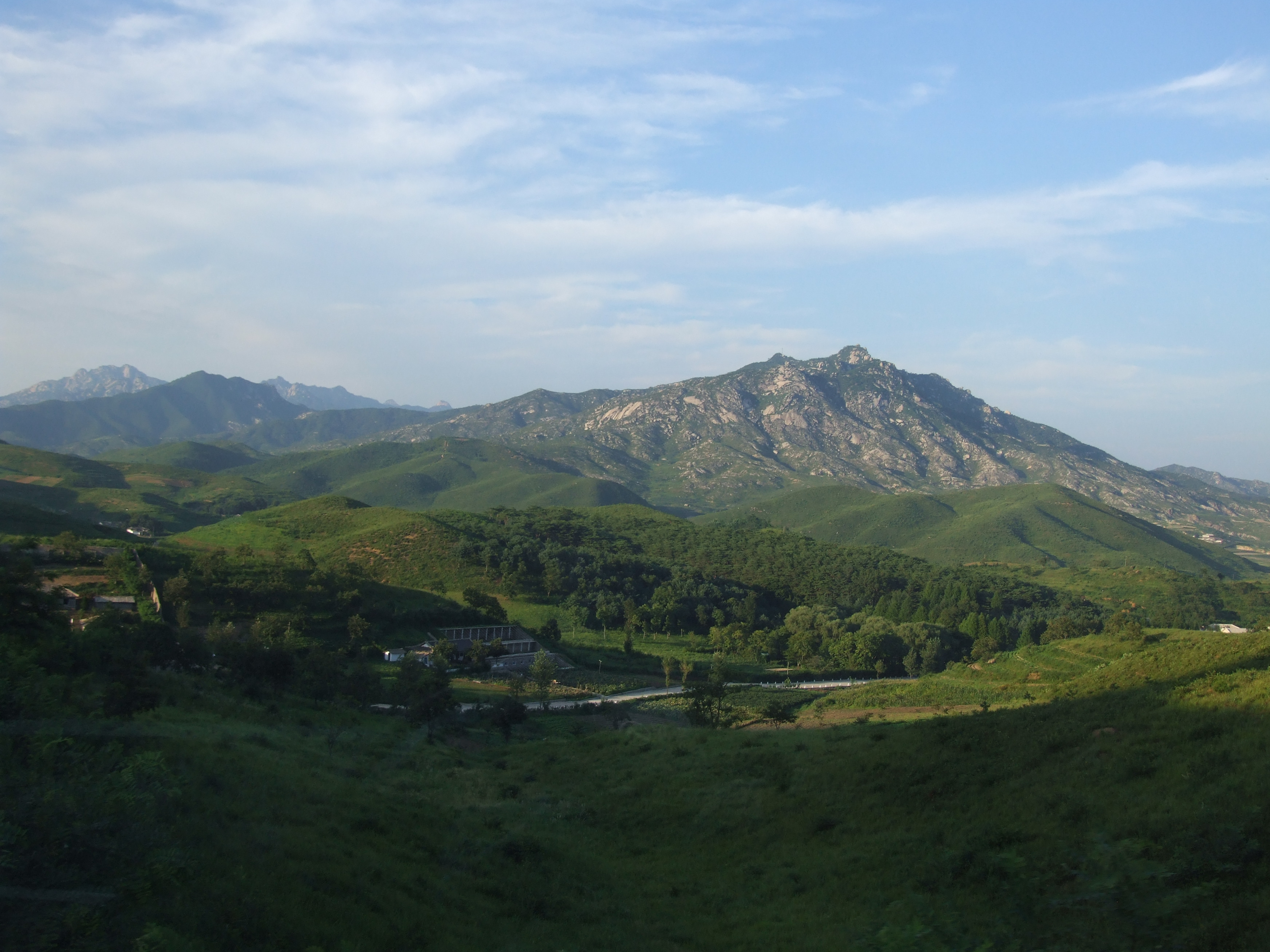
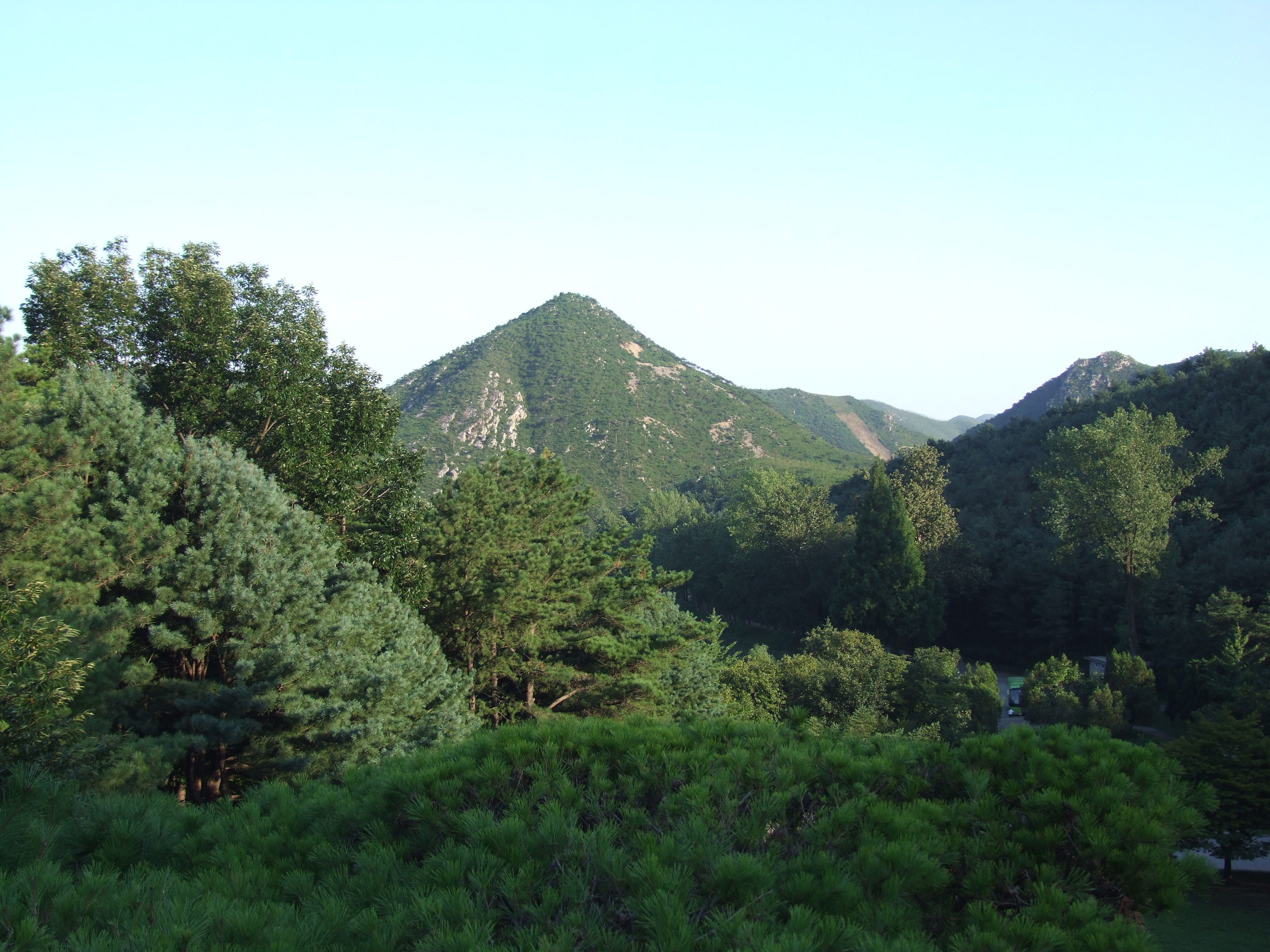
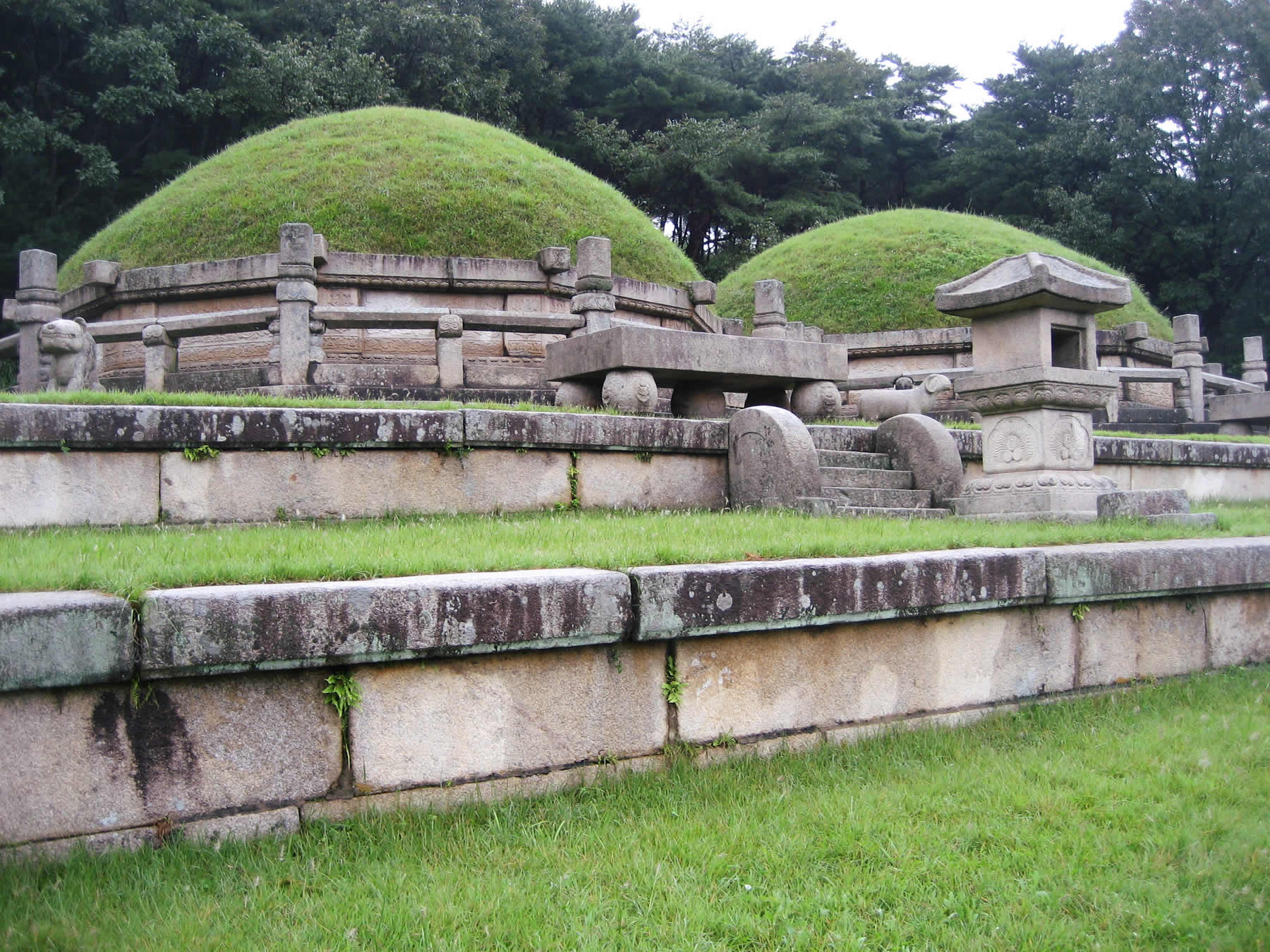
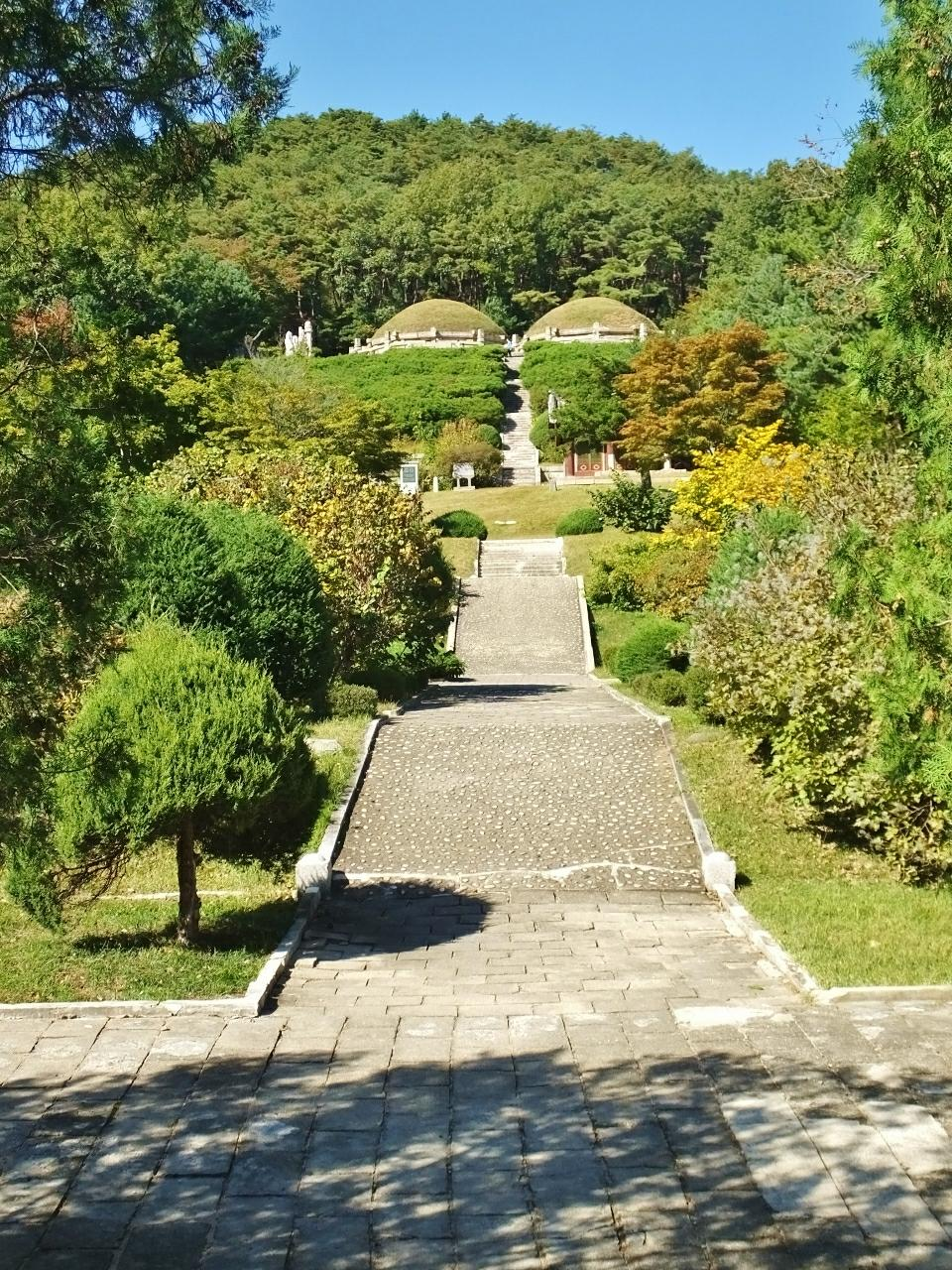
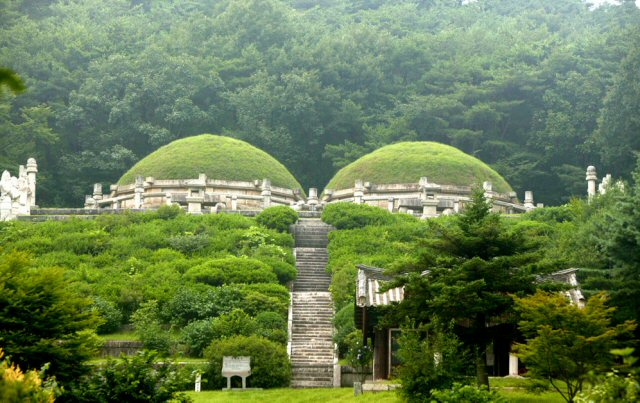
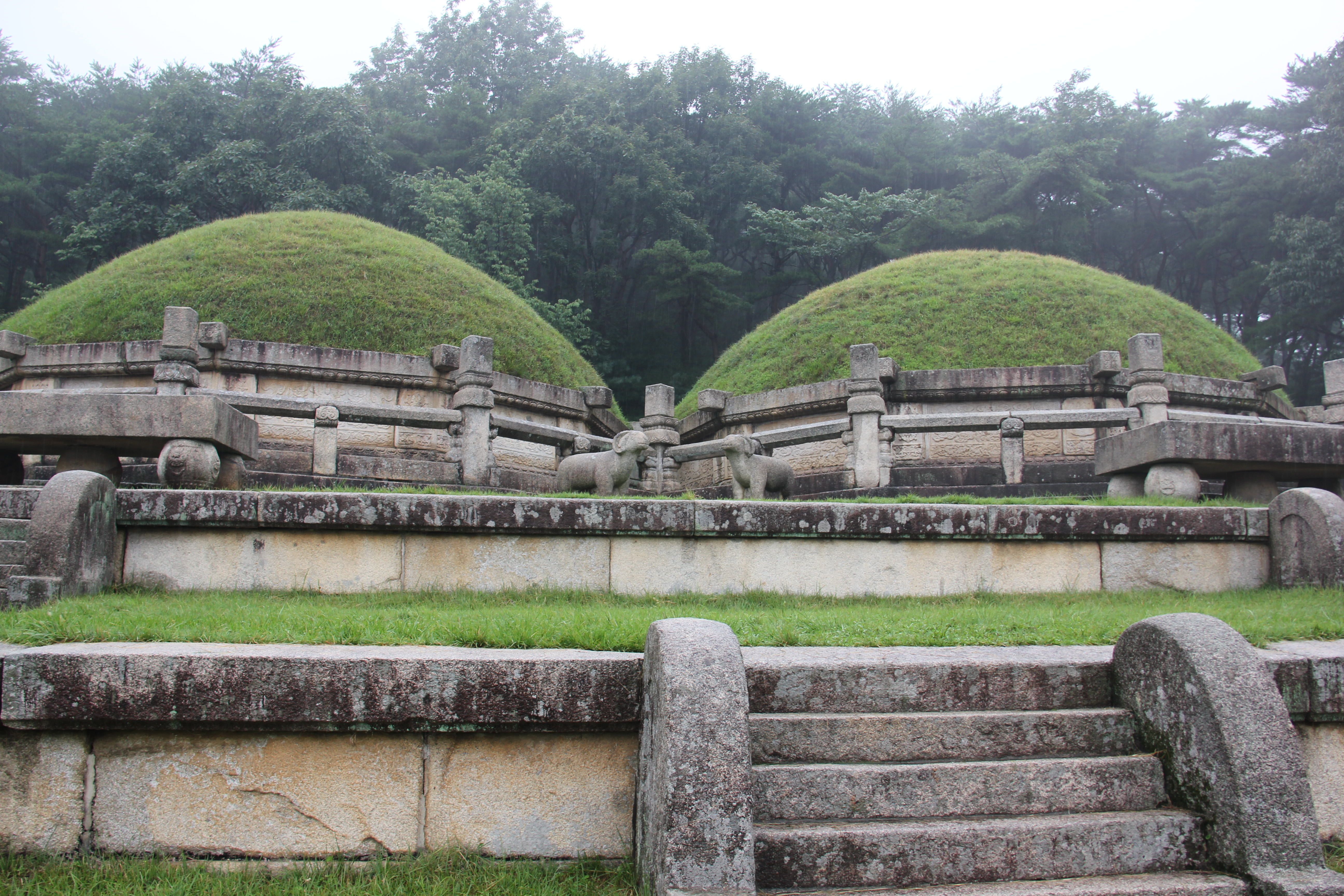
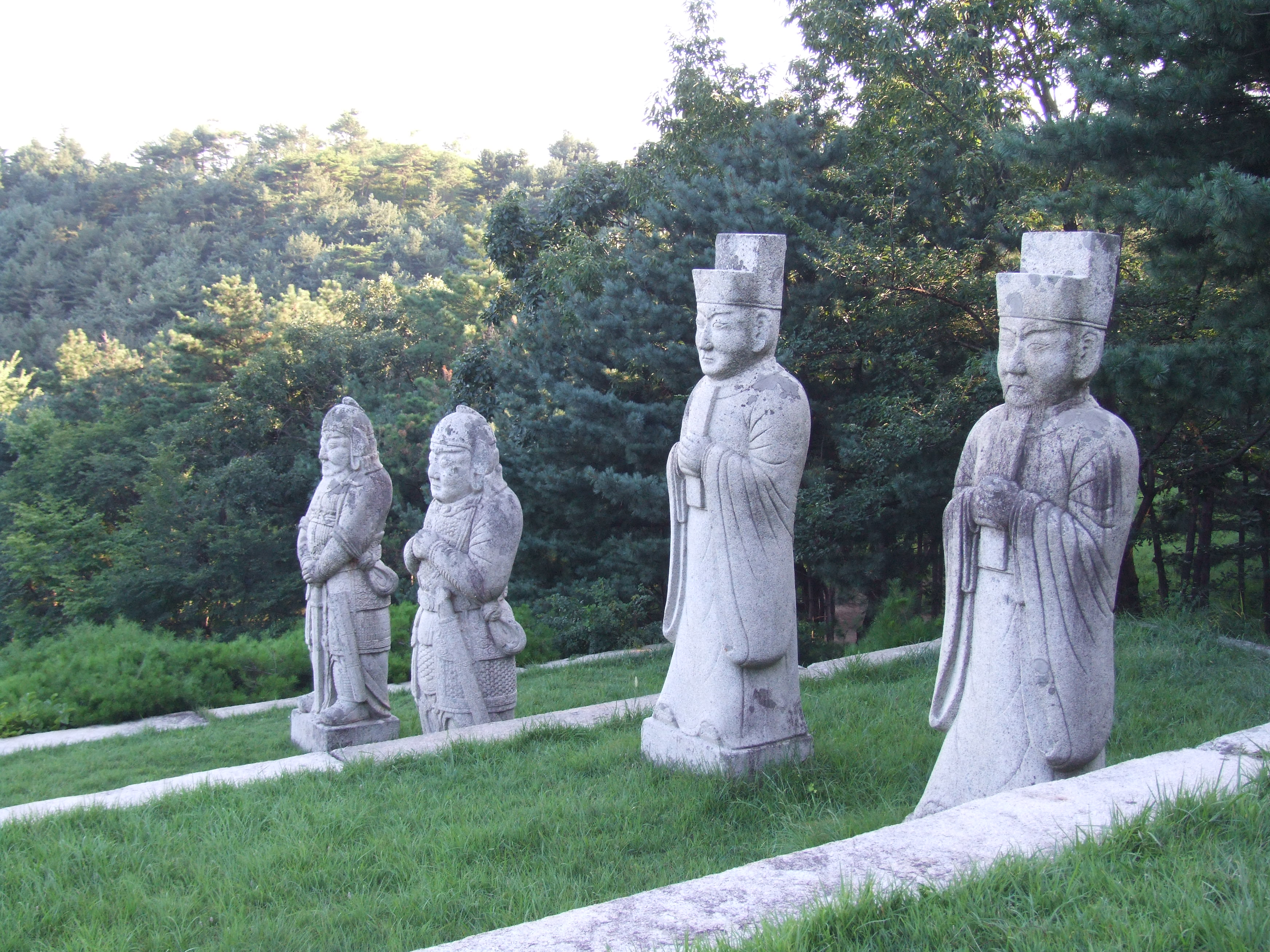
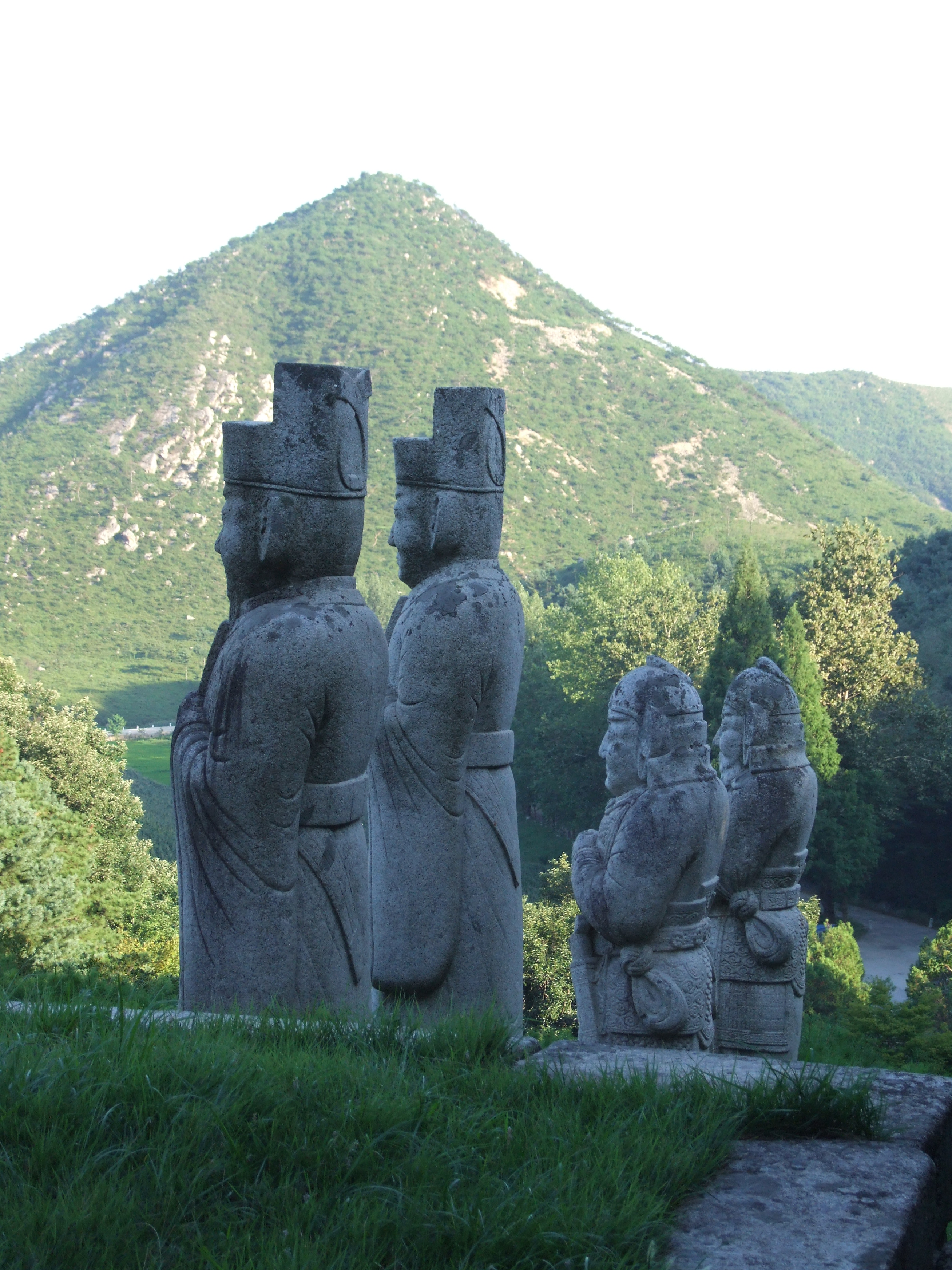